# Acropyga kathrynae
Acropyga kathrynae är en myrart som beskrevs av Weber 1944. Acropyga kathrynae ingår i släktet Acropyga och familjen myror. Inga underarter finns listade i Catalogue of Life.